# Gáň
Gáň este o comună slovacă, aflată în districtul Galanta din regiunea Trnava. Localitatea se află la altitudinea de 121 m deasupra n.m., se întinde pe o suprafață de 6,17 km2 și în 2017 număra 815 locuitori.

## Istoric
Localitatea Gáň este atestată documentar din 1113.

## Demografie
| An:                | 1994 | 2004    | 2014    | 2024    |
| ------------------ | ---- | ------- | ------- | ------- |
| Număr de persoane: | 620  | 695     | 780     | 885     |
| Diferență:         |      | +12,09% | +12,23% | +13,46% |

| An:                | 2023 | 2024   |
| ------------------ | ---- | ------ |
| Număr de persoane: | 882  | 885    |
| Diferență:         |      | +0,34% |